# Chaval (Ceará)
Chaval est une municipalité brésilienne de État du Ceará. En 2010, elle compte 12 617 habitants.